# Kościół św. Marcina w Tarnowskich Górach-Starych Tarnowicach (stary)
Kościół św. Marcina w Tarnowskich Górach-Starych Tarnowicach – XV-wieczny kościół znajdujący się w Tarnowskich Górach, na terenie dzielnicy Stare Tarnowice przy ulicy Niedziałkowskiego 2 ; najstarszy kościół na obszarze tego miasta.
Wraz z otaczającym go cmentarzem oraz ogrodzeniem stanowi zespół wpisany do rejestru zabytków województwa śląskiego (nr rej. A/732/2020 z dnia 13 listopada 2020 roku) ; wcześniej wpisany był również do rejestru zabytków województwa katowickiego (nr rej. A/638/66 z dnia 2 maja 1966 roku) .

## Historia

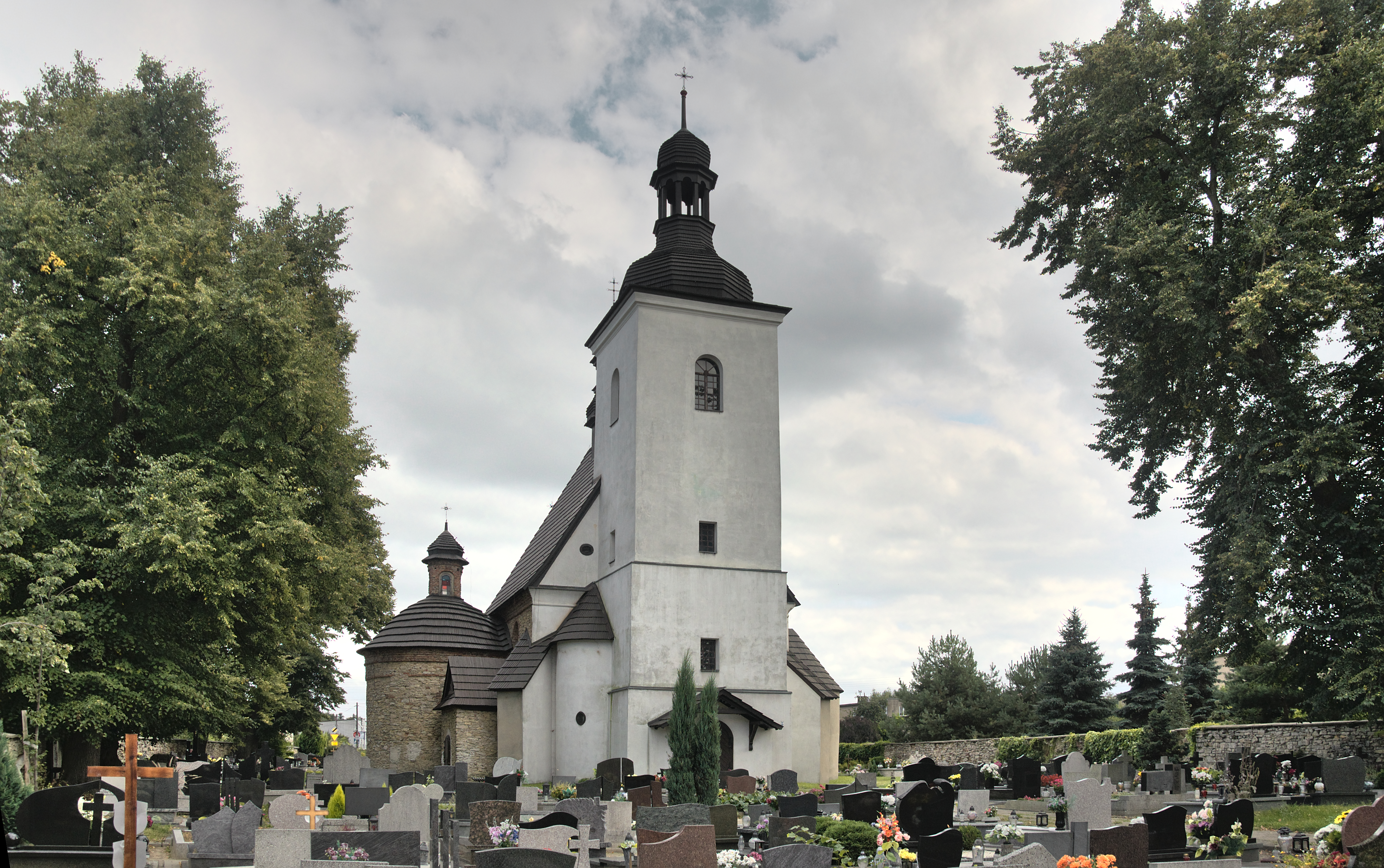
Kościół św. Marcina wraz z cmentarzem – widok od zachodu (2020)

Kościół św. Marcina w Tarnowicach (Starych) znajduje się w samym centrum dawnej wsi, nieopodal gródka będącego siedzibą jej właścicieli. Zbudowany został najprawdopodobniej pod koniec XIV lub na początku XV stulecia, lecz dokładna data nie jest znana. Jego ufundowanie przypisuje się rycerzowi Samborowi, wzmiankowanemu w źródłach między 1369 a 1415 rokiem . Natomiast w kruchcie kościelnej wieży znajduje się epigraf z informacją, że została wzniesiona w 1400 roku (a wyremontowana w 1728). Świątynia pierwotnie stanowiła filię kościoła w Reptach. Taki stan rzeczy trwał do 15 kwietnia 1415 roku, kiedy to biskup krakowski, Wojciech Jastrzębiec, erygował parafię tarnowicką .
W latach 1570–1608 była własnością gminy luterańskiej .
W 1707 roku kościół został przebudowany z inicjatywy ówczesnych właścicieli Tarnowic, rodzeństwa Ohm-Januszewskich: Wacława i Felicji Anny Hunter de Grandon (nazwisko po mężu). Pracami kierował tarnogórski murarz Mikołaj Kołodziej. Do prezbiterium dobudowano wówczas absydę, wnętrze nakryto nowym ceglanym sklepieniem kolebkowym z lunetami oraz rozbudowano zakrystię. Od strony północnej do nawy dobudowano barokową kaplicę św. Wacława (pierwotnie św. Anny), w podziemiach której przygotowano kryptę grobową dla Hunter de Grandonów i Ohm-Januszewskich herbu Bełty (w późniejszym okresie chowano tam również księży parafii św. Marcina) . Zmieniono również nieco kształt dachu oraz wykonano cenne polichromie . W podniebieniu łuku tęczowego do dziś widnieje napis fundacyjny w formie chronostychu z herbami głównej fundatorki. Rok później kościół został ponownie konsekrowany przez biskupa Michała Szembeka .

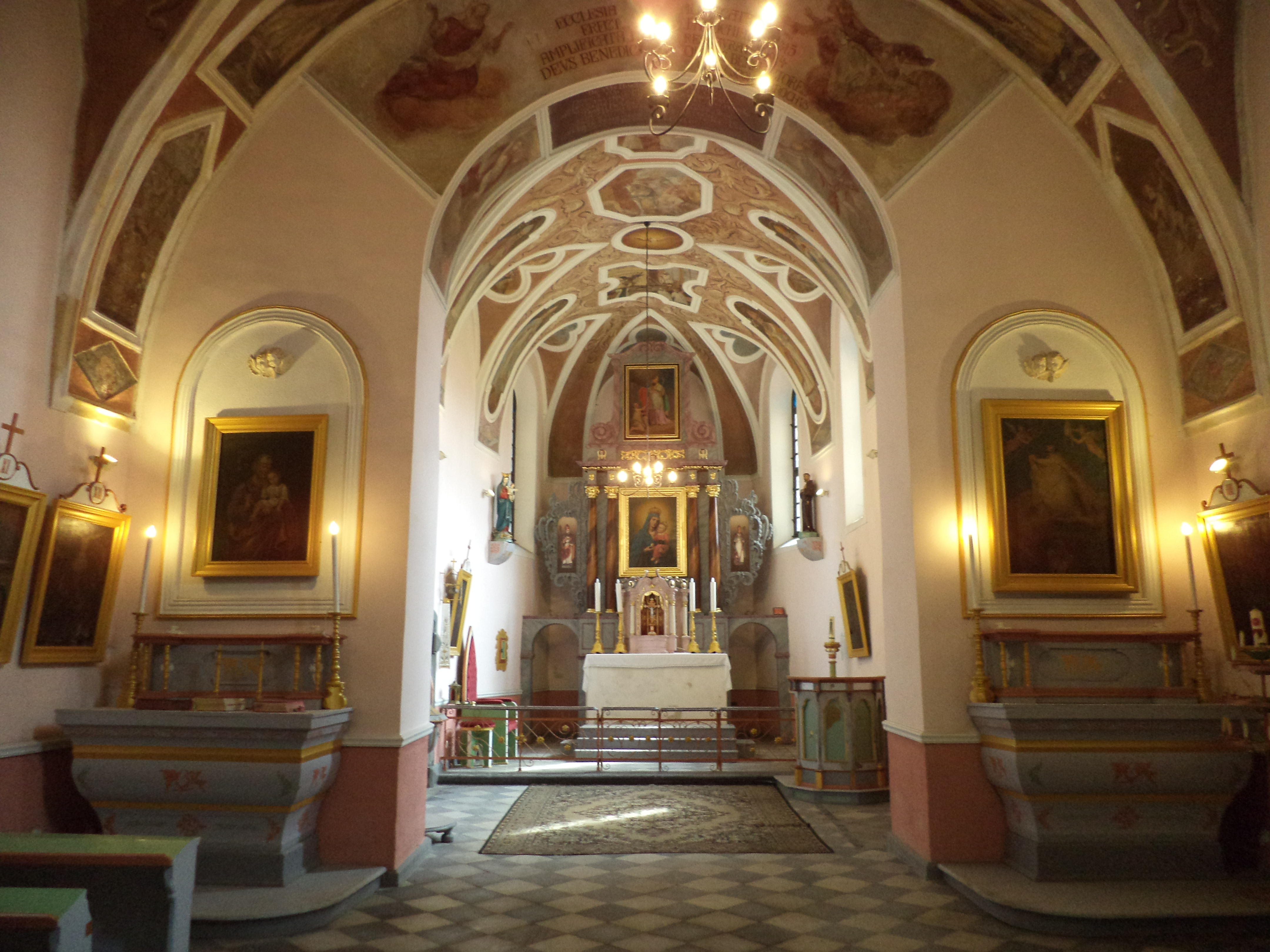
Wnętrze kościoła (2016)

We wrześniu 1728 roku miał miejsce wspomniany remont wieży, podczas którego zmieniono hełm . Dwadzieścia jeden lat później od południa dobudowano, z fundacji Szymona Brzózki, kaplicę św. Jana Nepomucena i wykonano remont chóru. W 1800 roku ponownie wyremontowano wieżę, a także sygnaturkę. Dwadzieścia lat później emporę nad zakrystią zamurowano, a w 1886 roku wykonano wejście do zakrystii od zewnątrz .
Na początku XX wieku, w 1909 roku świątynię zamknięto ze względu na jej zły stan techniczny. W latach 1912–1914 na zlecenie proboszcza parafii tarnowickiej, księdza Ludwika Spohra, przeprowadzono remont kościoła i prace konserwatorskie, podczas których w kruchcie wieży odkryto łaciński epigraf o treści HAEC TURRIS EXTRUCTA 1400 / INNATA A.D. 1728 MENSIS 7 BRIS . Kolejne prace konserwatorskie miały miejsce w latach 1969–1970 (przełożenie gontu), 1971 (remont kaplicy św. Wacława) i 1982 (kolejny remont dachu)  i 2001–2002 .
Po wybudowaniu w latach 1899–1902 nowej, neogotyckiej świątyni, stary kościół św. Marcina pełni do dziś funkcję kościoła filialnego i kaplicy cmentarnej .
W Barbórkę 4 grudnia 2020 roku na placu przed kościołem św. Marcina odsłonięto kolejną z serii rzeźb tarnogórskich gwarków, tym razem według projektu Jerzego Liska .

## Architektura

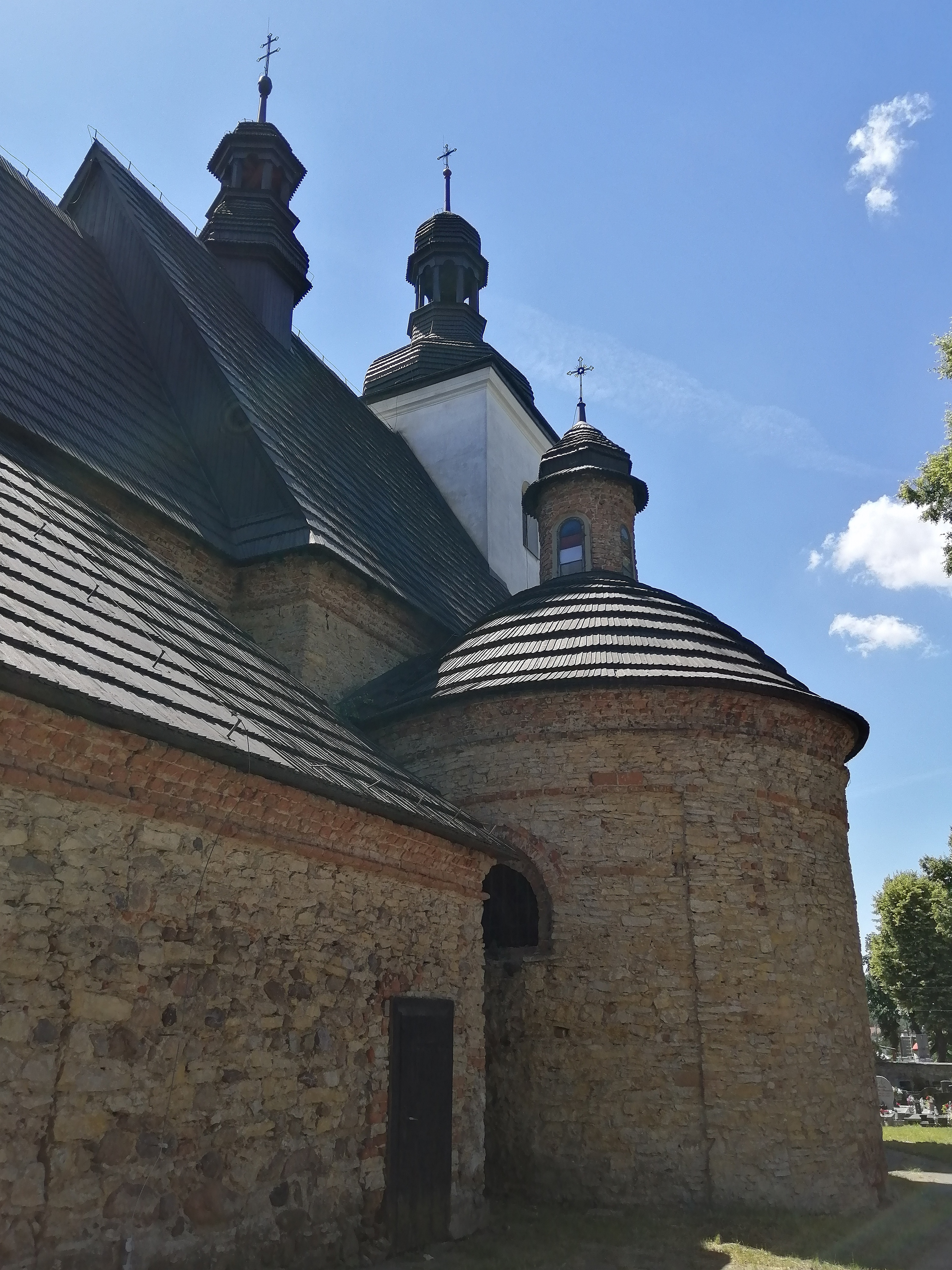
Północna fasada kościoła z (od lewej): sygnaturką, wieżą oraz kaplicą św. Wacława (2020)

Kościół orientowany, murowany, zbudowany z kamienia wapiennego łamanego na zaprawie wapienno-piaskowej (w prezbiterium i nawie) i cegły, częściowo otynkowany .
Bryła budynku harmonijna, rozczłonkowana, o zróżnicowanej wysokości. Nawa z okresu gotyckiego, dwuprzęsłowa, wybudowana na rzucie prostokąta, oszkarpowana. Prezbiterium jest nieco węższe, trójprzęsłowe i trójbocznie zamknięte. Pierwotnie zamknięte było ścianą prostą, po przebudowach wydzielone łukiem tęczowym, na którym znajdują się inskrypcje z datami budowy i remontów. Po północnej stronie prezbiterium znajduje się zakrystia .
Po obu stronach nawy znajdują się dobudowane w XVIII wieku kaplice: po stronie północnej kaplica św. Wacława (na planie koła, od wewnątrz na rzucie kwadratu o łukowato wygiętych bokach, z kryptą grobową w podziemiach; nakryta kopułą z latarnią), a po stronie południowej kaplica św. Jana Nepomucena. Otwierają się one przejściami zamkniętymi od góry pełnymi łukami. Od strony zachodniej do nawy przylega kwadratowa wieża z kruchtą, a od strony północnej – niewielki przedsionek . W narożniku budynku, pomiędzy wieżą a ścianą północną nawy przylega ćwierćkolista wieżyczka schodowa.

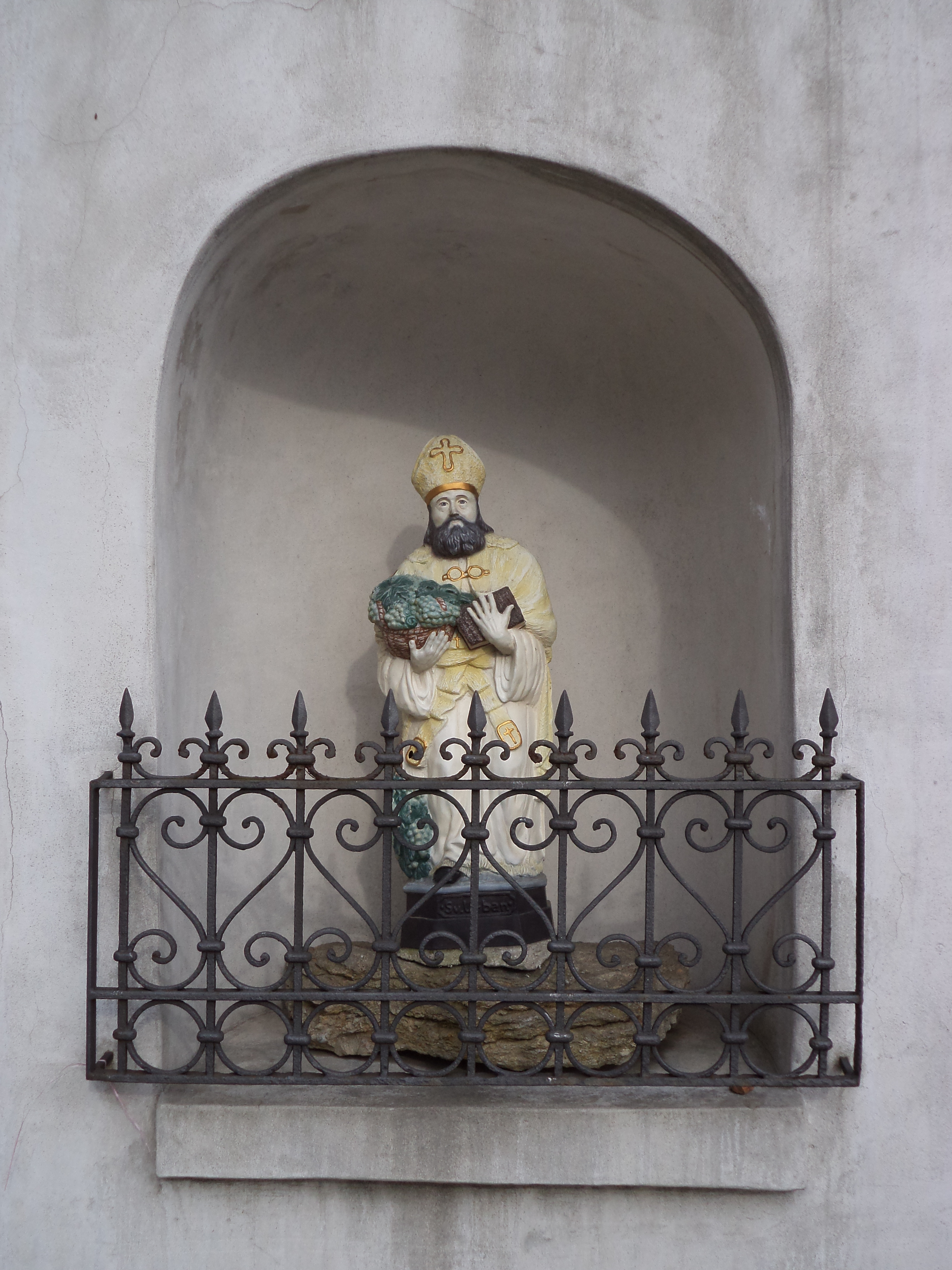
Figurka św. Urbana w murze otaczającym kościół (2016)

Kruchta i kaplica św. Jana Nepomucena sklepione są krzyżowo, natomiast w nawie, prezbiterium, zakrystii i krypcie grobowej występują sklepienia kolebkowe (w nawie i prezbiterium z ceglanymi lunetami) .
Wnętrze kaplicy św. Wacława podzielone częściowo podciętymi, przełamanymi w narożnikach pilastrami toskańskimi.
Podłogi kościoła św. Marcina są głównie kamienne, okna (półkoliście zamknięte) i drzwi zróżnicowane (w tym współczesne); do kruchty prowadzą z nawy drzwi z gotyckimi okuciami z XV wieku. Po stronie zachodniej nawy znajduje się drewniany chór o zdobionej balustradzie, wsparty na słupach .
Dach nad nawą jest dwuspadowy, nad prezbiterium zaś trójspadowy. Wieża i kaplica św. Wacława oraz sygnaturka nakryte są cebulastymi hełmami . Dach nawy, prezbiterium, zakrystii, kaplic, kopuła oraz hełm wieży, a także sygnaturki pokryte są gontem.
Wokół świątyni rozciąga się niewielki cmentarz (na którym nastąpiła wymiana nagrobków), całość otoczona jest murem z kamienia wapiennego. Brama wejściowa na teren zespołu znajduje się od strony zachodniej, na osi kościoła; w północnej części muru znajduje się niewielka furtka. W południowo-zachodnim narożniku cmentarza składzik i kapliczka z figurą św. Jerzego. Wzdłuż muru od strony zachodniej i północnej zachowany starodrzew stanowiący pozostałości dawnych nasadzeń . W murze od strony zachodniej nisza z figurką św. Urbana.

## Wyposażenie
We wnętrzu kościoła zachował się między innymi barokowy ołtarz główny z połowy XVII wieku z rzeźbami św. Stanisława biskupa i św. Wojciecha, dwiema predellami i obrotowym tabernakulum z XVIII stulecia. W kruchcie świątyni znajdują się natomiast: prosta kamienna kropielnica gotycka oraz dwie barokowe kropielnice marmurowe przyścienne z XVIII wieku . Oprócz tego we wnętrzu kościoła mieści się barokowa chrzcielnica, również z XVIII stulecia , oraz XVII-wieczna szafka ścienna na oleje. Warte uwagi są również obrazy, w tym jedna z najstarszych kopii obrazu Matki Boskiej Piekarskiej, malowana na desce, pochodząca z 2. połowy XVII wieku , a także obraz przedstawiający św. Marcina ofiarującego płaszcz żebrakowi (pocz. XIX w.), święci Józef, Jan i Antoni (1. połowa XIX w.), święci Piotr i Paweł (ok. poł. XIX w.), Matka Boska ze świętym Dominikiem i świętą Klarą (XIX w.), poza tym dwa blaszane krucyfiksy z XIX wieku, figura św. Jana Nepomucena z wieku XVIII, a niegdyś również dwie barokowe rzeźby św. Zygmunta i św. Ludwika z XVII stulecia (obecnie skradzione).

## Freski i inskrypcje

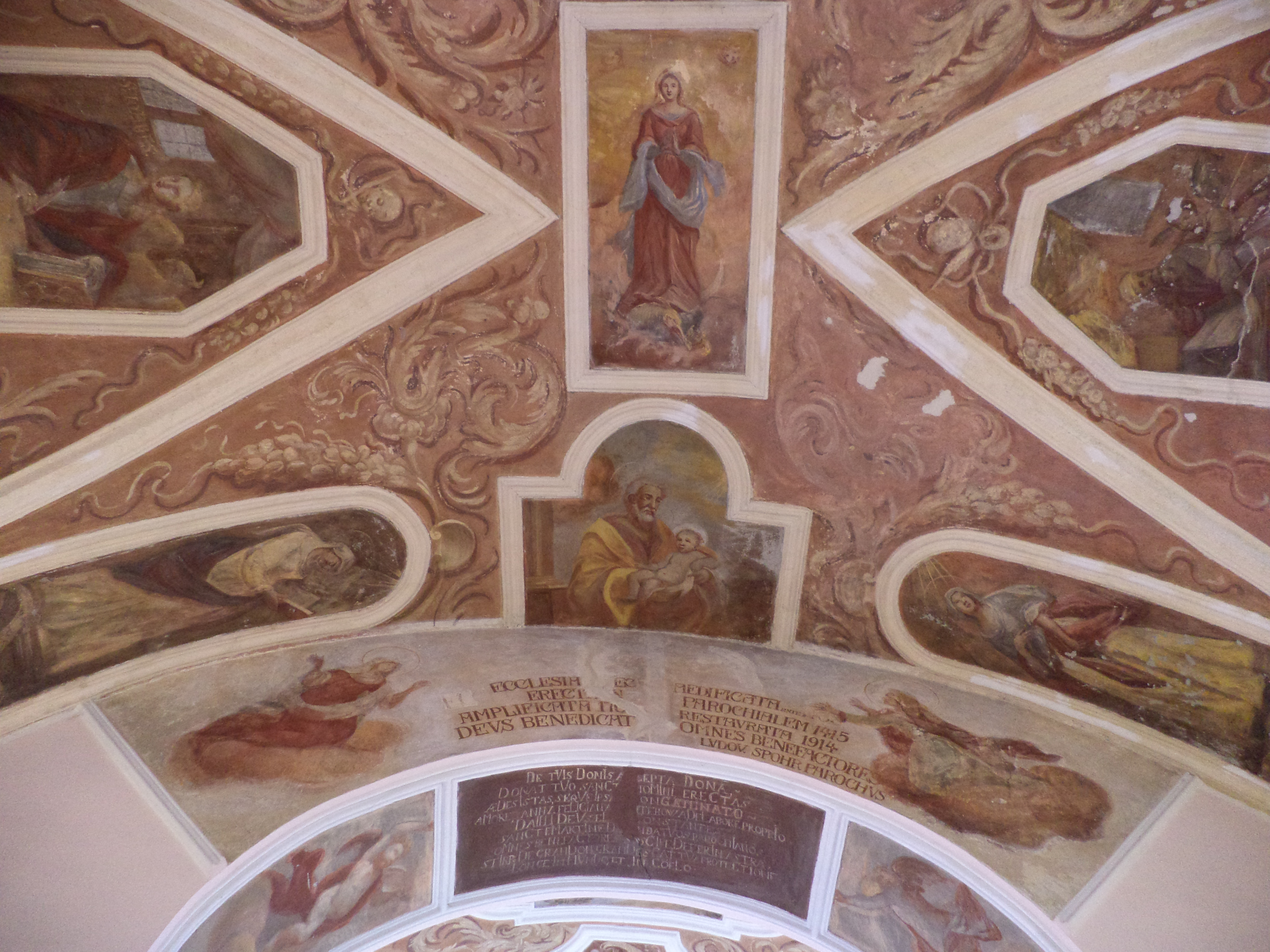
Sklepienie nawy oraz łuk tęczowy kościoła z licznymi XVIII-wiecznymi freskami (2016)

Podczas remontu świątyni przeprowadzonego w 1707 roku ściany prezbiterium, nawy i kaplicy św. Wacława zostały pokryte freskami o wysokim poziomie artystycznym. Przedstawiają one sceny figuralne w polach ograniczonych listwami stiukowymi, a pomiędzy poszczególnymi polami obecne są motywy roślinne.
W prezbiterium tematem malowideł stały się sceny z życia św. Marcina (w lunetach i na osi sklepienia) oraz postacie św. Mikołaja, św. Stanisława biskupa, św. Wojciecha i św. Augustyna (w polach między lunetami). W lunetach absydy oraz pośrodku sklepienia znajdują się wizerunki monstrancji, adorujących aniołów oraz Ducha Świętego pod postacią gołębicy. W podniebieniu tęczy napis fundacyjny z datą zawartą w chronostychu. W środku sklepienia nawy umieszczone herby fundatorki kościoła oraz dotąd nierozszyfrowany skrót złożony z liter C. H. A. F. H. V. G. S. S. R. O., a oprócz tego wizerunki św. Felicji, NMP Niepokalanie Poczętej, św. Józefa z Dzieciątkiem oraz Dawida. W lunetach sklepienia nawy wizerunki czterech ewangelistów, a między lunetami po stronie kaplicy św. Wacława i przy osi sklepienia postacie świętych – Jana Nepomucena, Anny, Elżbiety, Jerzego, Katarzyny Aleksandryjskiej i Cecylii – oraz scena Pokłonu Trzech Króli. Między lunetami przy kaplicy św. Jana Nepomucena przedstawione postaci aniołów.
W kaplicy św. Wacława znajdują się natomiast przedstawienia samego świętego, herb fundatorów (Bełty), wizerunek św. Michała, scena nawiedzenia św. Elżbiety, męczeństwo niezidentyfikowanej świętej oraz cztery tonda pejzażowe.
W kaplicy św. Jana Nepomucena obecna późnobarokowa polichromia z około 1740 roku, o dużo słabszym poziomie artystycznym. Na czterech kartuszach na sklepieniu przedstawione zostały sceny z życia świętego (m.in. spowiedź królowej oraz śmierć świętego), pomiędzy nimi dekoracje ornamentalne, zaś na ścianach namalowano iluzjonistyczną architekturę.
W ścianie tęczy od strony nawy nowsze, pochodzące z czasu remontu świątyni w 1914 roku, wizerunki św. Jana oraz Matki Boskiej Bolesnej adorujących krzyż. Pomiędzy tymi przedstawieniami napis, również z 1914 roku, wykonany na zlecenie ks. proboszcza Ludwika Spohra, upamiętniający najważniejsze daty z historii kościoła.
Do 1982 roku nad zakrystią od strony wschodniej istniał epigraf odciśnięty w tynku pokrywającym mur z zewnątrz. Został on zniszczony podczas przeprowadzonego w tym roku remontu, a informował o pracach budowlanych wykonanych w 1707 roku przez zespół tarnogórskich rzemieślników z Mikołajem Kołodziejem na czele. Była to jedyna inskrypcja w kościele sw. Marcina zapisana w języku polskim (wszystkie pozostałe są łacińskie).

Wybrane freski z kościoła św. Marcina w Starych Tarnowicach (zdj. 2016)
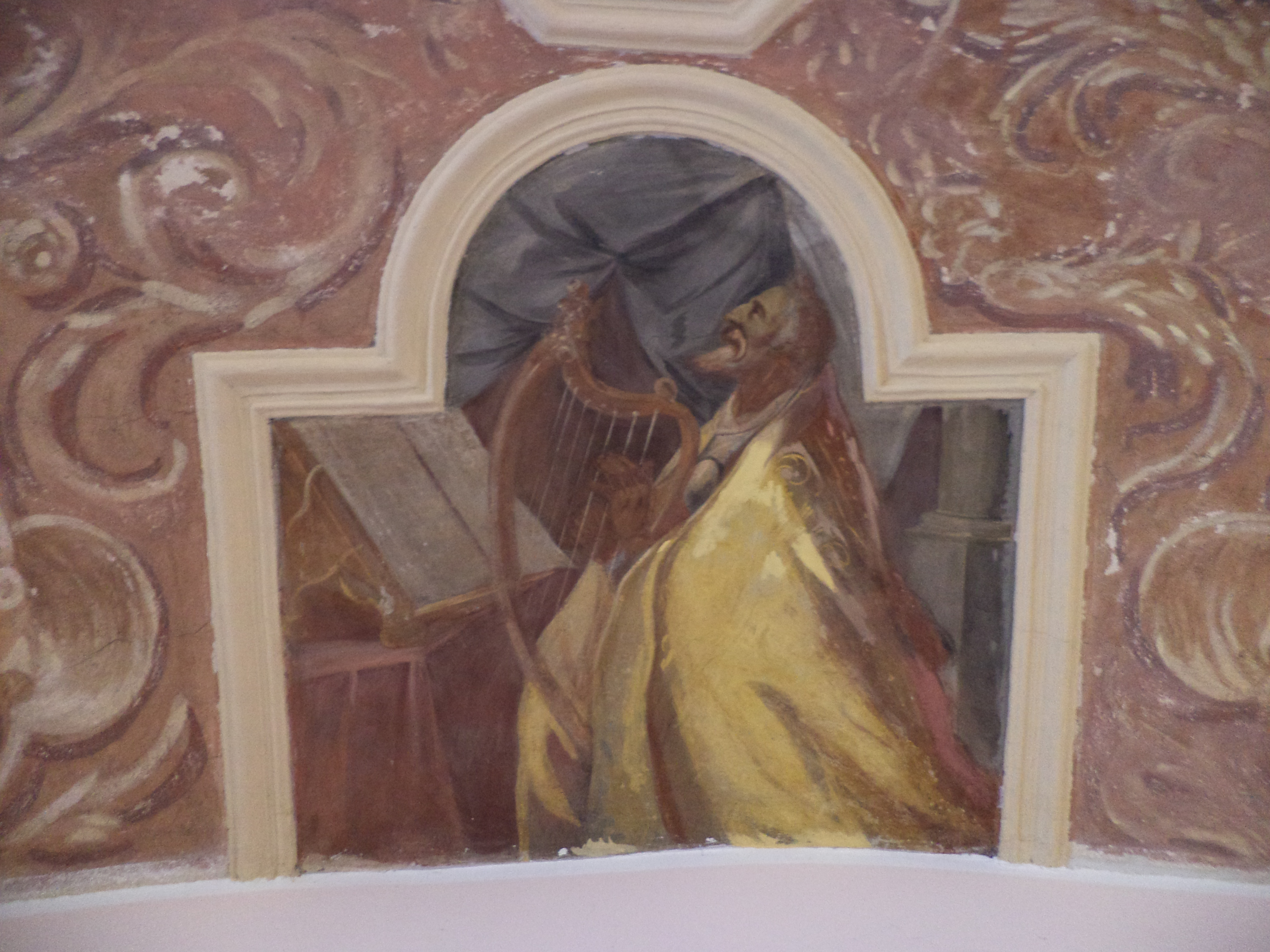
Dawid
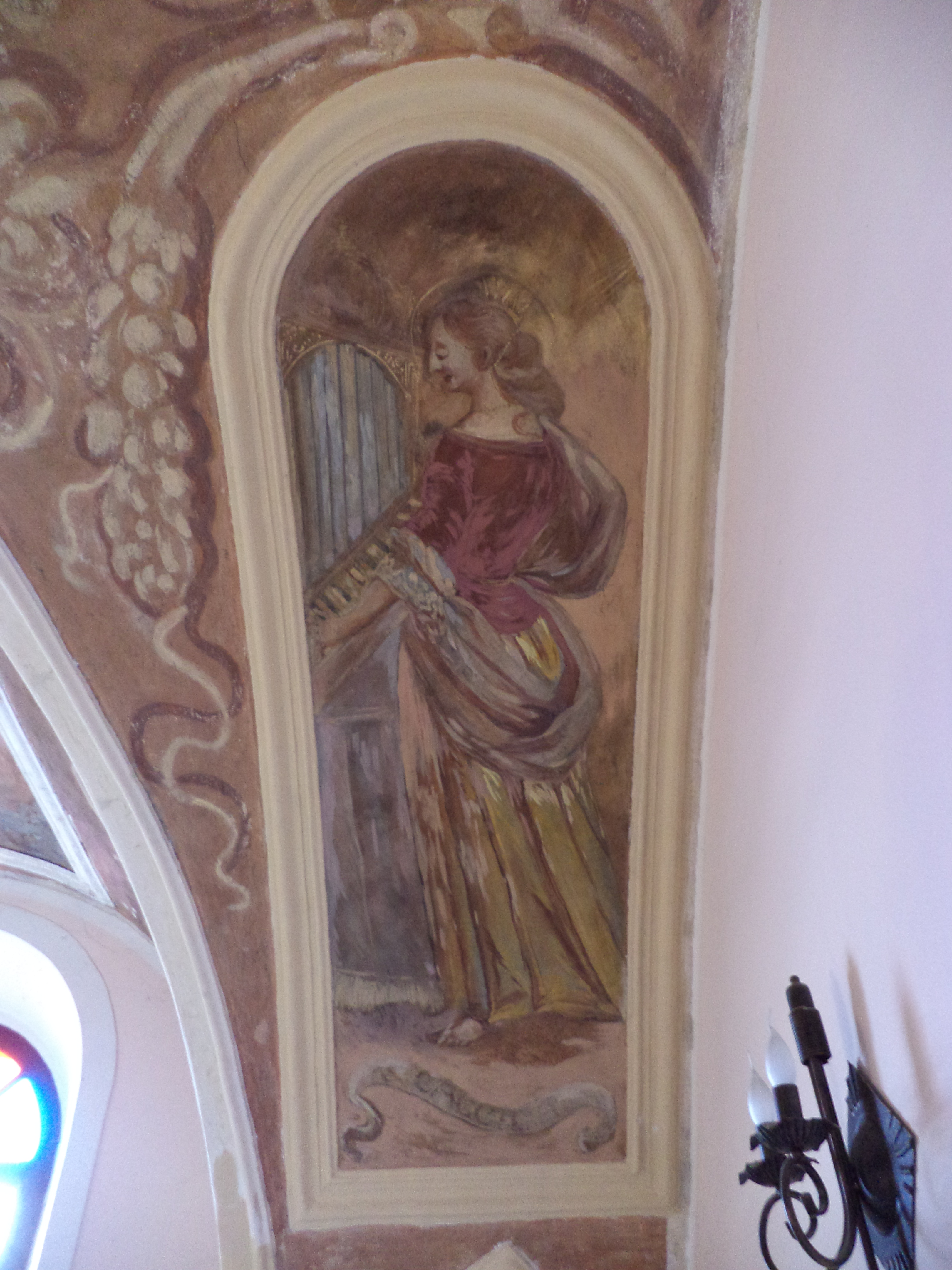
św. Cecylia
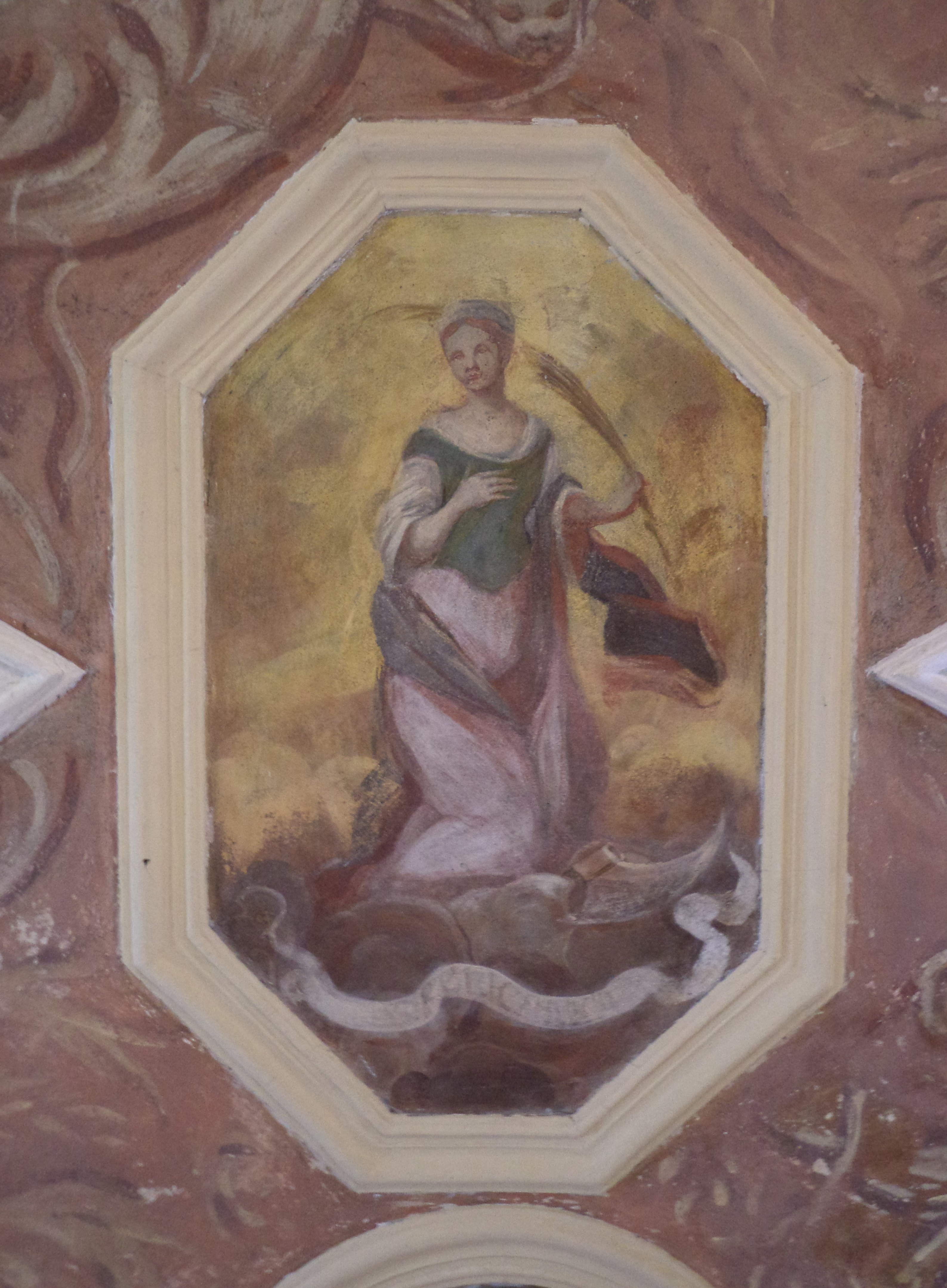
św. Felicja
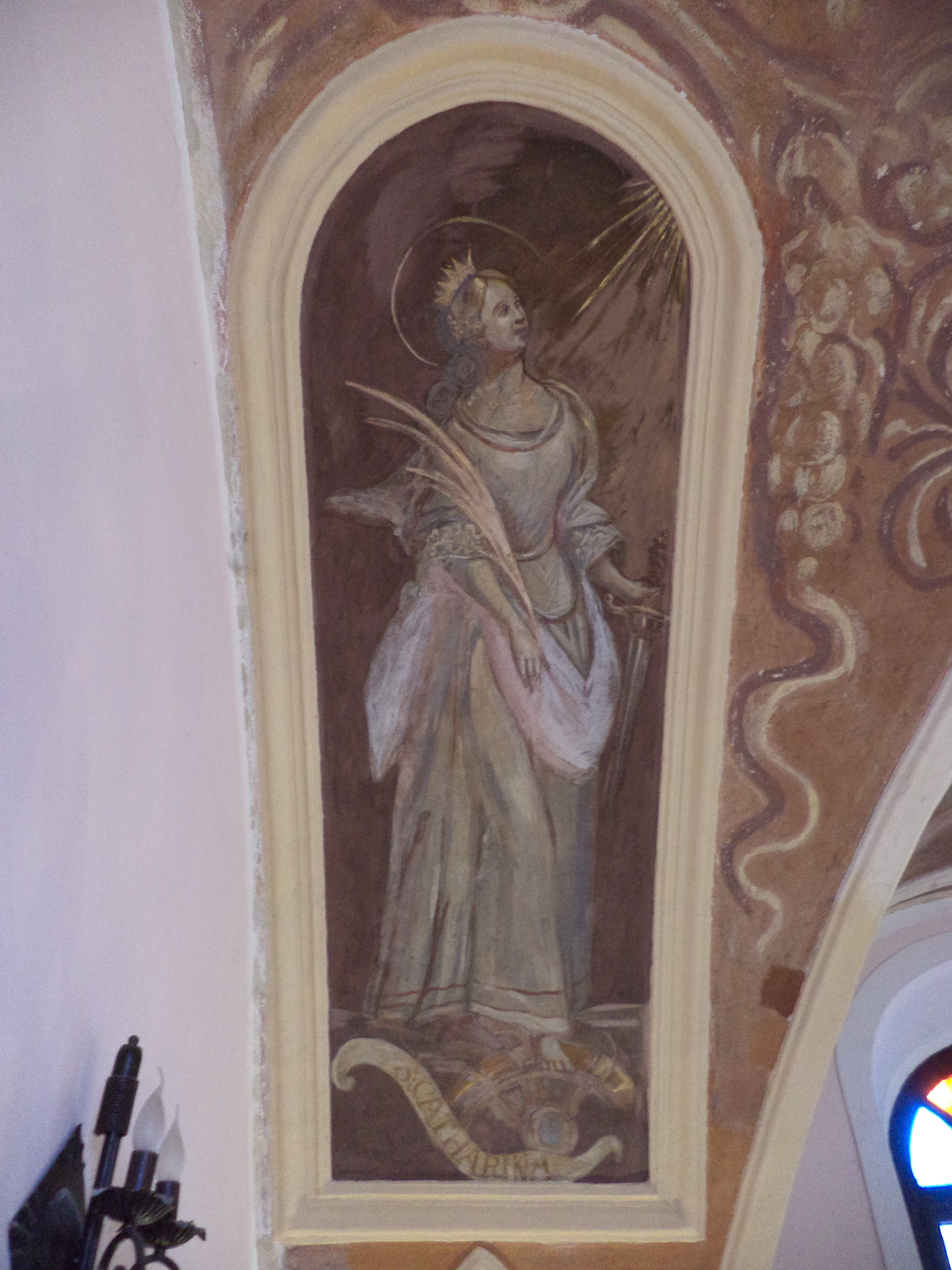
św. Katarzyna